# Koncert (album Madame)
Koncert – album zespołu Madame nagrany podczas jego koncertu w warszawskim klubie "Riviera–Remont" w 1986 roku. Płyta ukazała się nakładem firmy Canto dopiero w 1999 roku. 

## Lista utworów
1. "Dywes Y Rat"
2. "Czardasz"
3. "Szachy"
4. "Kujawiak"
5. "Sajgon"
6. "Nadzieja"
7. "Kroki"
8. "Może właśnie Sybilla"

## Skład
- Robert Gawliński – wokal
- Robert Sadowski – gitara
- Sławek Słociński – perkusja
- Tomasz Jaworski – gitara basowa